# Одеська Студія Мультиплікації
Одеська Студія Мультиплікації — студія анімаційних фільмів, що була заснована в українському місті Одеса у 1991 році.
За час свого існування студія пройшла шлях від кіновиробництва до сучасних технологій створення мультфільмів.

## Історія
Одеська студія мультиплікації - українська студія анімаційних фільмів, заснована в Одесі.

19 вересня 1991 року в місті Одеса в клубі любителів кіно була заснована Одеська студія мультиплікації. Клуб розташовувався в підвалі палацу студентів ім. Ф. Е. Дзержинського (в минулому «Південно-Російський Аграрний банк»). Віктор Борисович Тимовский - художній керівник і кінорежисер клубу сприяв створенню студії. Отримавши знання та практичні навички в кіноклубі, Євген Бугайов, Сергій Чебан та Юрій Гриневич вирішили створити студію анімації.

У грудні 1992 Одеська студія мультиплікації почала виробництво першого в Україні повнометражного мультфільму «В країні Альхоків». Мультфільм виготовлявся за допомогою кінотехнології і його виробництво тривало більше трьох років.

У 1995 році в рамках фестивалю анімаційних фільмів «КРОК-95» відбувся прем'єрний показ анімаційного фільму «В країні Альхоків». Картину добре прийняли глядачі і майстри анімаційного кіно, одним з яких був Олександр Татарський, з яким студія довго співпрацювала.

У 1996 студія почала роботу з творчим колективом «Маски-шоу» (Одеса). Завдяки праці одеських аніматорів був створений анімаційний серіал «Маски-шоу», який отримав бронзову медаль на кінофестивалі «WORLDFEST-98» (Г'юстон, США) і «Cartoons on the bay -99» (Рим, Італія).

У 1997 році за анімаційний рекламний ролик для пейджингової компанії студія була відзначена Гран-прі фестивалю «Моторолла-97» (Афіни, Греція).

У 1998 році Одеська студія мультиплікації отримала гран-прі фестивалю «ФАНТАЗІЯ-98» за музичний анімаційний кліп «Я обідєлась!» для кабаре-дуету «Академія».

У 2000 році Одеська студія мультиплікації створила повнометражний мультфільм «Звірячі війни» на замовлення «AFL Production» (США).

2001 року було знято мультфільм «Новий рік на хуторі біля Диканьки. Від заходу до сходу» на замовлення «Маски-шоу».

2004 рік - перше місце на фестивалі фільмів, організованого міністерством внутрішніх справ Саудівської Аравії, за серіал з техніки безпеки (Ер-Ріяд, Саудівська Аравія).
2005 рік - створено гумористичний серіал «SOS» (62 серії) на замовлення компанії «31 меридіан» (Одеса). Презентація анімаційного серіалу на Каннському кіноринку.
Щорічно студія створює до шістдесяти хвилин готових анімаційних творів. На рахунку студії два повнометражних мультфільми: «В країні Альхоків» і «Звірячі війни», серіали «Новорічні курйози», «8 березня», «Zoo-Новий Рік», «Віват Одеса», «Валентинки» і багато інших.

Художники Сніжана Буженица, Олексій Хитров І Олег Гей - є членами Національної спілки кінематографістів України.

Студія має в своєму розпорядженні можливості до виробництва двомірної і тривимірної анімації.

## Колектив
- Засновник / директор / режисер (1991—2010) — Бугайов Євген Олександрович
- Режисер / директор (1991—2018) — Гриневич Юрій Вікторович
- Головний художник-постановник (1991—2018) — Гриневич Юрій Вікторович
- Головний художник з фонів (1991-2018) — Бужениця Сніжана Миколаївна
- Вебдизайнер, 3D-аніматор, креатор (1991-2018) — Гей Олег Вікторович
- Пост-компоузинг (1991-2018) — Хітров Олексій Оскарович
- Художники-аніматори (1991-2018) — Олена Скрипнікова, Олена Мєдвєдєва, Олег Гей, Наталія Антонюк, Христина Абраменко, Валерія Крец, Ганна Скрипнікова, Георгій Георбелидзе, Ганна Попсуйко, Ігор Чумаченко, Антон Гребнев, Павло Носач, Анатолій Гребнев та інші